# Chloridolum obscuripenne
Chloridolum obscuripenne là một loài bọ cánh cứng trong họ Cerambycidae.